# Мысленный волк (фильм)
«Мысленный волк» — российский художественный фильм 2019 года, снятый режиссёром Валерией Гай Германикой по сценарию Юрия Арабова. Главные роли матери и дочери исполнили Юлия Высоцкая и Елизавета Климова. В центре сюжета лежит история взаимоотношений двух женщин: матери и дочери. Совершенно чужие по духу героини смогут обрести понимание друг друга только после того, как испугаются выдуманного матерью волка-людоеда.
В июне 2019 года фильм был представлен в конкурсной программе кинофестиваля «Кинотавр», где получил приз за лучшую музыку. 28 января 2020 года фильм был также представлен на Гётерборгском фестивале в Швеции.

## Сюжет
Дочь с маленьким ребёнком в рюкзаке приезжает на далёкую загородную станцию Небылое, чтобы разыскать мать, бывшую танцовщицу, теперь живущую в деревне. Она находит мать на деревенской дискотеке в компании молодого парня, который после появления дочери уезжает на квадроцикле. Мать и дочь ночью идут через лес к дому. Мать говорит дочери, что в лесу недавно появился волк. По дороге мать и дочь несколько раз ссорятся и расходятся разными дорогами, один раз дочь чуть не теряет сына Васеньку, оставленного возле дерева. Наконец, утром они приходят к дому матери в безлюдной деревне. Они продолжают говорить и спорить: дочь, одна воспитывающая ребёнка, уговаривает мать продать деревенский дом и приехать жить к ней в город.

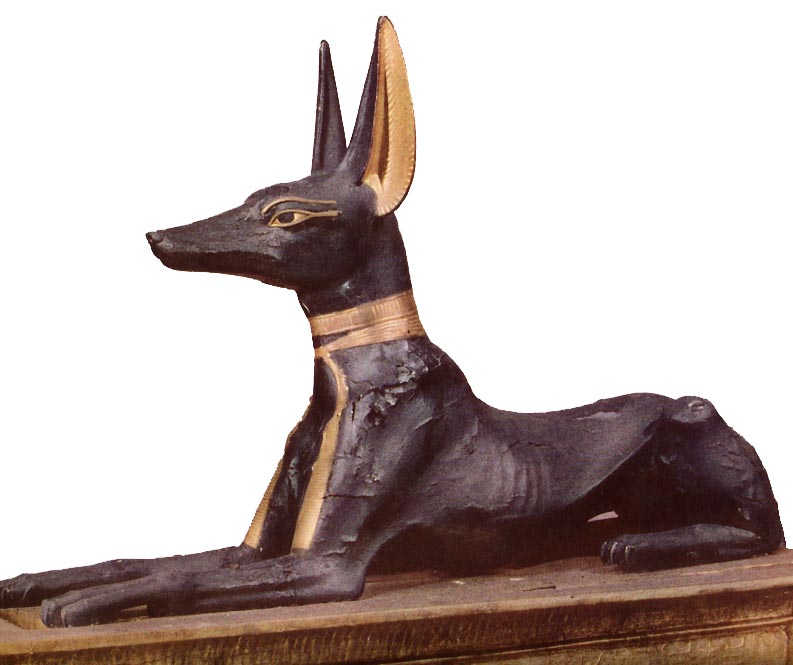
Статуя Анубиса в образе собаки

Уединение матери и дочери нарушает приход парня, квадроцикл которого сломался в лесу. Парню нужен человек по имени Мухортов, который известен на всю округу как единственный мужик, который может всё починить. Парень колет матери дрова, после чего собирается уходить. Через некоторое время, заметив, что матери нигде нет, дочь обнаруживает её в сарае в объятиях парня. Она прогоняет парня, хватает ребёнка и уходит, пробираясь через лес и зовя волка. Внезапно сквозь деревья дочь видит огромную фигуру, напоминающую Анубиса в образе собаки, рядом с окровавленной головой парня. Дочь бежит домой и рассказывает об этом матери. Они запираются на все замки и пережидают, пока снаружи что-то с грохотом пытается проникнуть в дом.
Затем раздаётся стук в дверь: приехал Мухортов, который привёз матери тушу убитого волка, которую она, по его словам, просила у него. Они хоронят волка, после чего провожают дочь на станцию. Та напоминает матери, что они договорились о продаже дома и её переезде в город, но мать говорит, что она передумала и останется жить в деревне. Дочь с сыном уезжает в пустой электричке и едет сквозь горящие леса.

## В ролях
- Юлия Высоцкая — Мать
- Елизавета Климова — Дочь
- Фёдор Лавров — Мухортов
- Юрий Трубин — парень на квадроцикле
- Ася Озтюрк — Васенька

## Релиз
Трейлер фильма вышел в конце апреля 2019 года.

## Отзывы
Журналист Ольга Белик на портале «Кинопоиск» назвала фильм «дешёвым сказочным ужастиком» с «удивительно старческим» сценарием Юрия Арабова, включающим «маловразумительную христианскую символику» и старомодные и искусственные диалоги.
Егор Беликов, редактор сайта «Искусство кино», в свою очередь, называет картину Германики одним из лучших фильмов года.

## Награды
- Кинофестиваль «Кинотавр 2019»: приз им. М. Таривердиева «За лучшую музыку к фильму» — Игорь Вдовин

## Факты
- Название картины взято из молитвы Иоанна Златоуста: «…от мысленного волка звероуловлен буду».[7]

- В 2014 году Германика стала режиссёром видеоклипа на песню с одноимённым названием «Мысленный волк» группы «Смысловые Галлюцинации»[8][9][10], однако, по словам режиссёра, прямой связи между фильмом и видеоклипом нет[11].
- В ходе работы над фильмом режиссер полностью отказалась от актерских импровизаций. Сценарий Арабова был воспроизведен дословно[12].